# Cadilesker

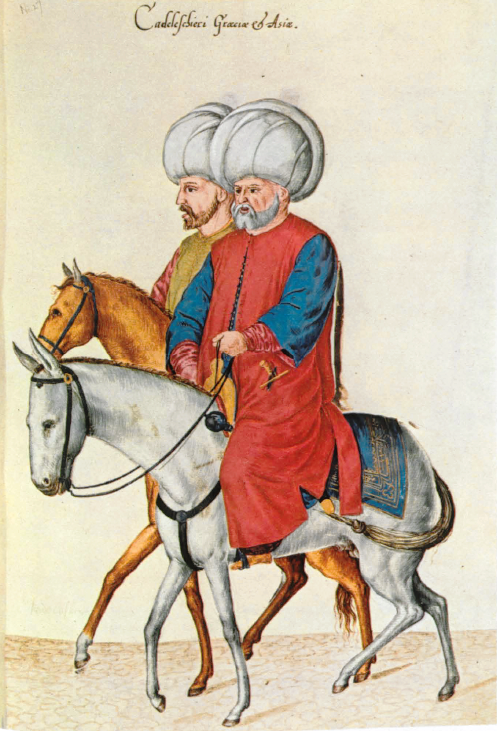
Dos cadileskers

El cadilesker era el gran juez de los ejércitos del Imperio Otomano. 
El empleo fue creado por Amurates I. Usaba el cadalet, que es un turbante redondo y de mayores dimensiones que los habituales. El cadilesker entendía de todo lo referente a las tropas tanto en tiempos de paz como en tiempos de guerra.